# Michel Wiblé
Michel Wiblé,  né le 24 février 1923 à Genève et mort le 4 avril 2020 dans la même ville, est un compositeur et pédagogue suisse.

## Biographie
Michel Wiblé naît à Genève en 1923, dans une famille où l'on pratique la musique en amateur de  bon niveau : son père joue régulièrement, au violon, avec des amis  et des membres de la famille, en trio avec piano ou en  quatuor à cordes. On écoute également les enregistrements (sur disques 78 tours) des ensembles fameux de l'époque, les quatuors Busch, Capet, Pro Arte, Loewenguth ou le Trio Cortot-Thibaud-Casals. Il apprend le piano avec sa mère.
Études au Collège de Genève (maturité classique – équivalent du baccalauréat – en 1941).
Hésite longtemps entre plusieurs voies : musique, peinture ou sciences naturelles (ornithologie), et finit par opter pour la musique après l'audition de la symphonie Mathis der Maler de Paul Hindemith qui sera pour lui une révélation.
Entré au Conservatoire de Genève, il y étudie le hautbois avec Paul Dennes, (hautboïste solo de l'Orchestre de la Suisse Romande (OSR) à l'époque) les branches théoriques avec Henri Gagnebin (formes & styles) et Charles Chaix (harmonie, contrepoint). Il travaille la composition pendant 2 ans auprès de Frank Martin (il a ainsi l'occasion d'assister à la genèse de « In Terra Pax » et de la petite symphonie concertante) et poursuit ses études musicales à Paris (il suit notamment le cours d'Analyses musicales  d'Olivier Messiaen).
Il entre à l'OSR en 1944 comme hautboïste, et sera profondément marqué par la personnalité de son chef fondateur, Ernest Ansermet. Titulaire en 1949 du poste de cor anglais solo, il quitte l'OSR en 1964 pour se consacrer davantage à la composition mais aussi à l'enseignement. Il crée au Conservatoire de Genève un cours de techniques pédagogiques musicales destiné aux professeurs de musique de l'enseignement public.
Il décède paisiblement le 4 avril 2020 à Genève, à l'âge vénérable de 97 ans.

## Œuvres
Elles ont presque toutes été créées à Genève et (ou) enregistrées à la Radio. Les partitions sont déposées à la bibliothèque du Conservatoire de Genève.

### Musique chorale
- 1951  Cantate de Pâques pour alto solo, chœur mixte, cuivres & orgue (créée en 1952 au Temple de St Gervais, dir. R Vuataz, éditée aux ed. Cantate Domino)
- 1954 cantate « le Retable de Marie » pour soprano, alto, flûte, violon et violoncelle
- 1956  « Lauda Sion Salvatorem », Oratorio pour soli, chœur & orchestre
- 1961  « Le Septième Jour », Oratorio pour soli, chœur & orchestre (créée en 1962 au Victoria Hall de Genève, fête de l'A.M.S.)
- 1976  « l'Oiseau-lyre » conte radiophonique pour récitant, soprano, baryton et orchestre (texte : Isabelle Wiblé)
- 1984  « le Chant de la Création » pour récitant, double chœur, 2 pianos & percussions
- 1993  Magnificat pour soli, chœur, petit ensemble & orgue (éditée aux ed. Cantate Domino)
- 1998-2009 « les Pèlerins d'Emmaüs » pour baryton solo, avec ou sans chœur, orgue ou orchestre [plusieurs versions créées par Fr. Meyer de Stadelhofen] (en 2000 à la Tour-de-Peilz - version baryton et orgue -, en 2003 et 2009 à Fribourg avec ou sans chœur & orchestre des jeunes de Fribourg, dir. Th. Kapsopoulos - édité aux ed. Cantate Domino (version choeur et orgue)
- 2005 « 3 méditations christologiques » pour baryton solo & orgue (ou orchestre à cordes)

### Pièces pour orchestre
- 1958 : Ouverture de fête (créée à Bruxelles avec l'orchestre des Jeunesses Musicales de Genève, dir. R. Dunand)
- 1960 : Variations concertantes
- 1962 : Partita (commande de l'OSR, créée en 1962 avec l'OSR dir. E. Ansermet)
- 1968 : Ouverture de concert (commande de Radio Genève à l'occasion du 50e anniversaire de l'OSR, dédiée à E. Ansermet)
- 2004 : Triptyque, pour cordes (dédié à l'orchestre des jeunes de Fribourg et à son chef, Th. Kapsopoulos)
- 1992 : Choral pour cordes
- 1992 : Arioso pour cordes

### Œuvre pour piano & orchestre à cordes
- 1987 : « Antiphonies » en 3 mouvements pour piano & cordes[3]

### Œuvres pour orgue
- 1979 : « Pleins jeux » pour orgue seul
- 2002 : Sept chorals pour orgue (édité chez « Cantate Domino »)
- 2008 : « Dialogue » pour orgue et orchestre à cordes

### Musique de scène
- « Judith Couronne » pour une pièce de Daniel Anet, avec un ensemble d'instruments à vent

### Musique de chambre
- 1954 Interlude pour flûte, cor anglais et violoncelle (transcription d'un extrait de la cantate « le Retable de Marie », existe aussi en version flûte & piano)
- Trois pièces pour le Concours international de Genève :
- 1956 Intermède pour hautbois & piano (ou orchestre) [morceau imposé au concours international d'exécution musicale de Genève 1956] (éd° Henn  n°801 – Genève)
- 1957  Divertimento pour clarinette en si-bémol & piano (ou orchestre)
- 1958  Ballade pour saxophone alto et piano
- 1958  quatuor pour hautbois et trio à cordes (soliste Roger Reversy alors hautbois solo à l'OSR)
- 1960  Concerto en 3 mouvements pour hautbois & orchestre (avec le même soliste)
- 1961  Élégie pour cor anglais & cordes
- 1963  Interlude pour hautbois & orchestre
- 1971  Quatuor à cordes (créé en 1972 par le quatuor de Genève)
- 1976  Divertimento pour anches doubles en 3 mouvements (Entrée, Pastorale, Scherzo)
- 1983 « Résurgences » avec orchestre, hommage à E. Ansermet à l'occasion du centenaire de sa naissance (avec l'auteur et l'orchestre du Collegium de Genève, dir. R. Dunand)
- 1986 Concertation pour cor anglais & cordes-  2003 « Le Jeu des Éléments » (la Terre, l'Eau, l'Air, le Feu) pour piano & quintette à vents
- 1992  Arioso pour hautbois & orgue (ou hautbois et trio à cordes)[existe également une transcription pour flûte et piano]
- 2002  Méditation pour hautbois & orgue (ou trio à cordes)
- 2003  Cantilène pour cor anglais, piano & percussions
- diverses pièces pour cor anglais et petit ensemble (la plupart créées avec l'auteur et l'orchestre du Collegium de Genève, dir. R. Dunand)
- Ballade, (1965) Rhapsodie, (1966) Résonances (1971).
- 2007 Invention à 3 voix pour hautbois (flûte), hautbois d'amour (ou hautbois, ou violon) et cor anglais (ou violoncelle)
- 2008 Ballade pour flûte et piano (Prélude, Bagatelle, Cantilène, Capriccio)  Dialogue pour flûte et piano (il s'agit de la Cantilène, 3e mvt de la Ballade ci-dessus, en version isolée)
- 2009 Rhapsodie pour flûte, hautbois (ou clar. si b) & piano
- 2010 Duo pour flûte et clarinette
- 2011 Quatuor pour flûte, cor anglais (ou clarinette si b), violoncelle et piano

### Mélodies
- 1993-94 Deux cycles de mélodies, « l'eau passe », et « les jardins de l'enfance » pour voix moyenne et petit ensemble (texte de Maurice Carême)
- cycle « A la Mémoire de Magdeleine »  pour voix moyenne et piano
- 2005  « Le Livre d'images » sur un poème de Maurice Carême
- 2005  « le Lilas »  sur un poème de Maurice Carême
- 2005 « Au bois dormant » sur un poème de P. Valéry
- 2005 « Rondel » sur un poème de S. Mallarmé
- 2005 « le Rêve familier » sur un sonnet de Paul Verlaine
- 2010-11  « Vers le Passé » (Nocturne) sur un poème de H. de Régnier
- 2010-11  « Clotilde » sur un poème d'Apollinaire
- 2010-11  « Odelette » sur un poème de H. de Régnier